# ルナグローブ計画
ルナグローブ計画（英語: Luna-Glob、ロシア語: Луна-Глоб）は、1997年に計画が立案されたロシア連邦宇宙局（後にロスコスモスに改組）による月探査計画。当初の予定では2009年と2010年に最初の2機が打ち上げられる予定だったが、経済的な理由により計画が遅れている。
最初の探査機となるルナ25号は2023年8月に打ち上げられた。ただし月周回軌道への投入は成功したが、着陸には失敗した。

## 2013年の計画の大幅見直し案
2013年4月に、それまで2013年に打ち上げを予定していたルナ・レスールスと、2014年に予定していたルナグローブは、フォボス・グルントの失敗を受けて信頼性向上が必要となったため、打ち上げ時期と順番、名前を以下のように変更した
。
- 2015年、ルナ25号 (Luna Glob Lander):月の南極に着陸する小型ランダーで、50cm掘削して月のレゴリスを分析する。

月着陸システム技術の実証および、通信システムや長期運用の蓄積も図る。
- 2016年、ルナ26号（英語版） (Luna Glob Orbiter): 月の高度100kmを周回する極軌道衛星で、月表面の全球マップを作成し、月の周辺環境を測定する。また着陸地点の偵察も実施。長期間にわたって観測運用を行う予定。

- 2017年、ルナ27 (Luna Resource-1): 月の南極に大型の着陸船を送り、月のレゴリスや表面の揮発性物質などを調べる。また、月の極低温サンプルを採取するための掘削技術も試験する。

- 2019年、ルナ28 (Luna-Resource-2):  詳細は未定だが、月の極域の(極低温)サンプルリターンを目指す。

- 2020年、ルナ29 (Luna-Resource-3): こちらも詳細は未定。大型の月面車ルノホートを運ぶことを検討。

## ルナグローブ 1
ルナグローブ 1はロシアによる無人の探査計画で軌道周回機とペネトレーターで構成される。LUNAR-Aから継承した4機の日本製ペネトレーターを使用する。それぞれの重量は45 kg (100 lb)で14 kg (31 lb)の推進器を含む。
ルナグローブは2015年にソユーズ2ロケットで打ち上げられ4機のペネトレーターを使用して月面の振動を検出する地震学の実験を行う予定である。これらの実験によって月の起源を明らかにする事が期待され、ペネトレーターはアポロ11号とアポロ12号の着陸地点の近くに設置することが予定され1969年から1974年に収集されたデータを活用する予定である。
なお、LUNAR-A用に開発された日本のペネトレータは、2011年3月の時点ではルナグローブ1への搭載は間に合わない見込みとなっている。このため、後続のロシアの探査機への搭載が検討されている。
軌道周回機のペイロードは全部で120 kgで宇宙物理学の実験機材が搭載され、ダストモニターやプラズマセンサーや超高エネルギー宇宙線の調査の為に設計されたLORDが含まれる。

## ルナグローブ 2（ルナ・レスールス）
ルナグローブ 2（ルナ・レスールスとも呼ばれる）は軌道周回機と月面車による計画（軌道周回機はインドのチャンドラヤーン2号）で2014年に打ち上げ予定で58 kgのロシアのポーラームーンローバーと着陸機の一部を特徴としておりインターナショナル・ルナ・ネットワークの一部でもある。この計画では月の南極に着陸して最大1年クレーターを調べる。6輪式の太陽電池を動力とするローバーで着陸地点付近を調査する。360 m/hの速度で150 km走る予定である。

## ルナ・グルント
次の2つのミッションはルナ・グルントと呼ばれる計画で、オービターと着陸機から構成されており2014年の打ち上げを予定している。着陸機は400 kgのローバーを運搬する。このローバーは現地で土壌の分析を行う能力を有する。
2015年には、400 kgの上昇ステージを搭載する2機目の着陸機が打上げられ最大1 kgの月面の岩石を回収する予定である。

## ロボットによる月面基地
ルーヌイ・ポリゴン (Lunny Poligon)　ロボット月面基地は、グローブとグルントの次に続く「ロボットによる月面探査」であり、以下の装置から構成される。
- 太陽光発電所
- 通信局
- 技術施設
- 科学施設
- 長距離探査月面車
- 着陸と打上げエリア
- 周回衛星

この計画は2020年を予定しており、2037年の完成が予想されている。